# Szkoła dla elity
Szkoła dla elity (hiszp. Élite; ang. Elite) – hiszpański serial młodzieżowy z 2018 roku, stworzony dla platformy Netflix przez Carlosa Montero i Darío Madronę.
Wyemitowano 8 sezonów (2018-2024) po 8 odcinków każdy. We wszystkich ośmiu sezonach serialu historia jest opowiadana za pomocą przeskoków w czasie, które ukazują aktualne wydarzenia i śledztwo policji.
13 maja 2021 ogłoszono, że ukaże się miniserial Szkoła dla Elity: krótkie historie, a jego nowe odcinki ukazywały się na platformie Netflix od 14 do 17 czerwca 2021. 
W 2024 roku ukazał się ósmy sezon serialu, czyli ostatni.

## Fabuła

### Sezon 1
Po zawaleniu się szkoły troje przyjaciół z klasy robotniczej – Samuel, Nadia i Christian – otrzymuje stypendium w ramach rekompensaty od firmy budowlanej odpowiedzialnej za złą konstrukcję budynku. Ich edukacja jest kontynuowana w Las Encinas, najbardziej ekskluzywnej prywatnej szkole w Hiszpanii. Cała trójka jest początkowo wykluczona przez bogatych studentów z ich zamkniętego środowiska, a szyderstwo i drwiny to tylko początek. Pewnego dnia w Las Encinas dochodzi do morderstwa.

### Sezon 2
Po ujawnieniu mordercy Mariny drugi sezon przygotowuje widzów do zniknięcia Samuela. Tymczasem troje nowych uczniów – Valerio, Rebeca i Cayetana – dołącza do szkoły, z czego każdy z nich ma swoje mroczne sekrety. Zaprzyjaźniają się z uczniami w klasie, podczas gdy Samuel kontynuuje swój plan oczyszczenia z zarzutów swojego brata, Nano, oskarżonego o zabójstwo Mariny.

### Sezon 3
Studenci rozpoczynają ostatni semestr w Las Encinas. Polo i Cayetana są pozostawieni jako wyrzutkowie przez swoich rówieśników, Lu i Nadia walczą o stypendium na Columbia University, a Samuel i Guzman kontynuują spisek mający na celu doprowadzenie do sprawiedliwości za zbrodnie mordercy Mariny. Kolejna śmierć w klasie uruchamia nowe śledztwo. Uczniowie spoglądają w przyszłość, a jednocześnie mierzą się z konsekwencjami swoich działań z przeszłości.

### Sezon 4
W Las Encinas rozpoczyna się nowy rok szkolny, a wraz z nim pojawia się nowy dyrektor, jeden z najważniejszych biznesmenów w Europie, gotowy przywrócić porządek w szkole, która według niego w ostatnich latach wymknęła się spod kontroli. Przybywa ze swoją rodziną, w tym trójką dzieci: Ari, Mencia i Patrick, którzy przyzwyczajeni do dostawania zawsze tego czego zechcą, zagrożą związkom i przyjaźniom starszych uczniów.

### Sezon 5
Po fatalnym przyjęciu sylwestrowym Phillipe’a i ucieczce Guzmána, tajemnica śmierci Armando może zniszczyć miłość Samuela i Ari. Rebeka przechodzi proces samopoznania, a Omar dochodzi do siebie po rozstaniu z Anderem. Pojawienie się Bilala, dodatkowo skomplikuje jego relację z Samuelem. Przyznanie się Phillipe’a, problemy z gniewem Patricka, pragnienie zemsty Benjamina, prezent dla Mencíi, który może zniszczyć Benjaminów i pakt milczenia między Samuelem i Rebeką przynoszą najgorsze możliwe konsekwencje.

### Sezon 6
Po śmierci Samuela w Las Encinas rozpoczyna się nowy rok szkolny, podczas którego szkoła próbuje zatuszować dawne katastrofy. Jednak konflikty panujące w salach lekcyjnych mają charakter systemowy: rasizm, seksizm, przemoc domowa i fobia LGBT to tylko kilka spośród trudnych kwestii, które będą przewijać się przez korytarze prestiżowej instytucji w tym sezonie. Jeśli osoby odpowiedzialne za kierowanie systemem nic w tej kwestii nie zrobią, będą musieli się tym zająć sami uczniowie.

### Sezon 7
Omar wraca. Iván ma złamane serce. Isadora musi sobie radzić ze swoją niebezpieczną rodziną. Czy w Las Encinas uczniowie mogą ufać sobie nawzajem?

## Obsada i postacie

### Główni[7]
- Itzan Escamilla jako Samuel García Domínguez (sezony 1-5)
- Omar Ayuso jako Omar Shanaa (sezony 1-5, sezon 7-8)[8]
- Claudia Salas jako Rebeca „Rebe” de Bormujo Ávalos (sezony 2-5)
- Georgina Amorós jako Cayetana Grajera Pando (sezony 2-5)
- Miguel Bernardeau jako Guzmán Nunier Osuna (sezony 1–4)
- Arón Piper jako Ander Muñoz (sezony 1–4)
- María Pedraza jako Marina Nunier Osuna (sezon 1[a])
- Miguel Herrán jako Christian Varela Expósito (sezon 1, gościnnie 2)
- Jaime Lorente jako Fernando „Nano” García Domínguez (sezony 1–2
- Ester Expósito jako Carla Rosón Caleruega (sezony 1–3)
- Danna Paola jako Lucrecia „Lu” Montesinos Hendrich (sezony 1–3)
- Álvaro Rico jako Leopoldo „Polo” Benavent Villada (sezony 1–3)
- Mina El Hammani jako Nadia Shanaa (sezony 1–3, gościnnie 4, 8)
- Jorge López jako Valerio Montesinos Rojas (sezony 2–3)
- Leïti Sène jako Malick (sezon 3)
- Sergio Momo jako Yeray (sezon 3)
- Andrés Velencoso jako Armando (sezon 4)
- Pol Granch jako Phillipe Florian Von Triesenberg (sezony 4-5)
- Manu Ríos jako Patrick Blanco Commerford (sezony 4-6)
- Carla Díaz jako Ari Blanco Commerford (sezony 4-6)
- Martina Cariddi jako Mencía Blanco Commerford (sezony 4-6)
- Diego Martín jako Benjamín Blanco Commerford (sezony 4-6)
- Valentina Zenere jako Isadora (sezony 5-8)
- André Lamoglia jako Iván (sezony 5-8)
- Adam Nourou jako Bilal (sezony 5-6)
- Ignacio Carrascal jako Javier (sezony 5-6)
- Marc Bonnín jako Álex (sezony 5-6)
- Guillermo Campra jako Hugo (sezony 5-6)
- Carmen Arrufat jako Sara (sezony 6-8)
- Alex Pastrana jako Raúl (sezony 6-7)
- Álvaro de Juana jako Dídac Ramos (sezony 6-7)
- Ander Puig jako Nico (sezony 6-8)
- Ana Cristina Bokesa jako Rocío (sezony 6-7)
- Fernando Líndez jako Joel (sezony 7-8)
- Mirela Balic jako Chloe Silva (sezony 7-8)
- Gleb Abrosimov jako Eric de Velasco (sezony 7-8)
- Alejandro Albarracín jako Luis Marín (sezony 7-8)
- Iván Mendes jako Dalmar (sezony 7-8)
- Maribel Verdú jako Carmen Silva (sezony 7-8)
- Anitta jako Jessica (sezon 7)
- Khosi Ngema jako Fikile Bhele (sezon 7)
- Leonardo Sbaraglia jako Martín Artiñan (sezon 7)
- Ane Rot jako Emilia (sezon 8)
- Nuno Gallego jako Héctor (sezon 8)
- Mario Ermito jako Pier (sezon 8[b])
- Alexandra Pino jako Guillermina (sezon 8[b])

## Przegląd sezonów
| Sezon | Sezon | Odcinki | Data dostępu w serwisie Netflix | Data dostępu w serwisie Netflix |
| Sezon | Sezon | Odcinki | Premiera                        | Finał                           |
| ----- | ----- | ------- | ------------------------------- | ------------------------------- |
|       | 1     | 8       | 5 października 2018             | 5 października 2018             |
|       | 2     | 8       | 6 września 2019                 | 6 września 2019                 |
|       | 3     | 8       | 13 marca 2020                   | 13 marca 2020                   |
|       | KH 1  | 4       | 14 czerwca 2021                 | 17 czerwca 2021                 |
|       | 4     | 8       | 18 czerwca 2021                 | 18 czerwca 2021                 |
|       | KH 2  | 3       | 15 grudnia 2021                 | 23 grudnia 2021                 |
|       | 5     | 8       | 8 kwietnia 2022                 | 8 kwietnia 2022                 |
|       | 6     | 8       | 18 listopada 2022               | 18 listopada 2022               |
|       | 7     | 8       | 20 października 2023            | 20 października 2023            |
|       | 8     | 8       | 26 lipca 2024                   | 26 lipca 2024                   |

## Lista odcinków

### Sezon 1 (2018)
| Nr | # | Tytuł                | Polski tytuł               | Reżyseria        | Scenariusz                    | Data premiery (Netflix) |
| -- | - | -------------------- | -------------------------- | ---------------- | ----------------------------- | ----------------------- |
| 1  | 1 | Bienvenidos          | Serdecznie witamy          | Ramón Salazar    | Carlos Montero, Darío Madrona | 5 października 2018     |
| 2  | 2 | Deseo                | Pożądanie                  | Dani de la Orden | Carlos Montero                | 5 października 2018     |
| 3  | 3 | Sábado noche         | Sobotnia noc               | Ramón Salazar    | Darío Madrona                 | 5 października 2018     |
| 4  | 4 | El amor es una droga | Miłość jak narkotyk        | Ramón Salazar    | Darío Madrona                 | 5 października 2018     |
| 5  | 5 | Todos mienten        | Wszyscy kłamią             | Dani de la Orden | Carlos Montero                | 5 października 2018     |
| 6  | 6 | Todo va a salir bien | Wszystko będzie w porządku | Dani de la Orden | Darío Madrona                 | 5 października 2018     |
| 7  | 7 | Todo estalla         | Wszystko się psuje         | Ramón Salazar    | Carlos Montero                | 5 października 2018     |
| 8  | 8 | Assilah              | Asila                      | Ramón Salazar    | Carlos Montero, Darío Madrona | 5 października 2018     |

### Sezon 2 (2019)
| Nr | # | Tytuł                 | Polski tytuł            | Reżyseria        | Scenariusz     | Data premiery (Netflix) |
| -- | - | --------------------- | ----------------------- | ---------------- | -------------- | ----------------------- |
| 9  | 1 | 20 horas desaparecido | 20 godzin od zaginięcia | Ramón Salazar    | Darío Madrona  | 6 września 2019         |
| 10 | 2 | 34 horas desaparecido | 34 godzin od zaginięcia | Ramón Salazar    | Carlos Montero | 6 września 2019         |
| 11 | 3 | 36 horas desaparecido | 36 godzin od zaginięcia | Ramón Salazar    | Breixo Corral  | 6 września 2019         |
| 12 | 4 | 59 horas desaparecido | 59 godzin od zaginięcia | Sílvia Quer      | Abril Zamora   | 6 września 2019         |
| 13 | 5 | 63 horas desaparecido | 63 godzin od zaginięcia | Sílvia Quer      | Jaime Vaca     | 6 września 2019         |
| 14 | 6 | 66 horas desaparecido | 66 godzin od zaginięcia | Sílvia Quer      | Carlos C. Tomé | 6 września 2019         |
| 15 | 7 | 84 horas desaparecido | 84 godzin od zaginięcia | Dani de la Orden | Abril Zamora   | 6 września 2019         |
| 16 | 8 | 0 horas desaparecido  | Moment zaginięcia       | Dani de la Orden | Breixo Corral  | 6 września 2019         |

### Sezon 3 (2020)
| Nr | # | Tytuł              | Polski tytuł       | Reżyseria         | Scenariusz                   | Data premiery (Netflix) |
| -- | - | ------------------ | ------------------ | ----------------- | ---------------------------- | ----------------------- |
| 17 | 1 | Carla              | Carla              | Jorge Torregrossa | Darío Madrona                | 13 marca 2020           |
| 18 | 2 | Samuel y Guzmán    | Samuel i Guzmán    | Jorge Torregrossa | Jaime Vaca                   | 13 marca 2020           |
| 19 | 3 | Cayetana y Valerio | Cayetana i Valerio | Dani de la Orden  | Almudena Ocaña               | 13 marca 2020           |
| 20 | 4 | Lu                 | Lu                 | Dani de la Orden  | Carlos C. Tomé               | 13 marca 2020           |
| 21 | 5 | Ander              | Ander              | Jorge Torregrossa | Almudena Ocaña               | 13 marca 2020           |
| 22 | 6 | Rebeka             | Rebeka             | Jorge Torregrossa | Carlos C. Tomé, Andrés Seara | 13 marca 2020           |
| 23 | 7 | Nadia y Omar       | Nadia i Omar       | Dani de la Orden  | Jaime Vaca                   | 13 marca 2020           |
| 24 | 8 | Polo               | Polo               | Dani de la Orden  | Darío Madrona                | 13 marca 2020           |

### Szkoła dla elity – krótkie historie 1 (Élite: historias breves, 2021)
| Historia | # | Tytuł                         | Polski tytuł                  | Reżyseria         | Scenariusz     | Data premiery (Netflix) |
| -------- | - | ----------------------------- | ----------------------------- | ----------------- | -------------- | ----------------------- |
| 1        | 1 | Guzmán Caye Rebe (Parte 1-3)  | Guzmán Caye Rebe (Część 1-3)  | Dani de la Orden  | Carlos Montero | 14 czerwca 2021         |
| 2        | 2 | Nadia Guzmán (Parte 1-3)      | Nadia Guzmán (Część 1-3)      | Dani de la Orden  | Carlos Montero | 15 czerwca 2021         |
| 3        | 3 | Omar Ander Alexis (Parte 1-3) | Omar Ander Alexis (Część 1-3) | Jorge Torregrossa | Darío Madrona  | 16 czerwca 2021         |
| 4        | 4 | Carla Samuel (Parte 1-3)      | Carla Samuel (Część 1-3)      | Jorge Torregrossa | Carlos Montero | 17 czerwca 2021         |

### Sezon 4 (2021)
| Nr | # | Tytuł                                          | Polski tytuł              | Reżyseria               | Scenariusz                 | Data premiery (Netflix) |
| -- | - | ---------------------------------------------- | ------------------------- | ----------------------- | -------------------------- | ----------------------- |
| 25 | 1 | El nuevo orden                                 | Nowe porządki             | Eduardo Chapero-Jackson | Jaime Vaca                 | 18 czerwca 2021         |
| 26 | 2 | 5 segundos                                     | Tych kilka sekund         | Eduardo Chapero-Jackson | Esther Morales, Jaime Vaca | 18 czerwca 2021         |
| 27 | 3 | Cuando bailan las mentiras con las tentaciones | Kłamstwa i pożądanie      | Ginesta Guindal         | David Lorenzo, Jaime Vaca  | 18 czerwca 2021         |
| 28 | 4 | Soy una...                                     | Jestem...                 | Ginesta Guindal         | Almudena Ocaña             | 18 czerwca 2021         |
| 29 | 5 | La reinserción                                 | Resocjalizacja            | Eduardo Chapero-Jackson | Almudena Ocaña             | 18 czerwca 2021         |
| 30 | 6 | Te quiero mal                                  | Kocham cię źle            | Eduardo Chapero-Jackson | David Lorenzo              | 18 czerwca 2021         |
| 31 | 7 | Antes de irme (1ª parte)                       | Przed odejściem: część I  | Ginesta Guindal         | Esther Morales, Jaime Vaca | 18 czerwca 2021         |
| 32 | 8 | Antes de irme (2ª parte)                       | Przed odejściem: część II | Ginesta Guindal         | Jaime Vaca                 | 18 czerwca 2021         |

### Szkoła dla elity – krótkie historie 2 (Élite: historias breves, 2021)
| Historia | # | Tytuł                            | Polski tytuł                     | Reżyseria               | Scenariusz     | Data premiery (Netflix) |
| -------- | - | -------------------------------- | -------------------------------- | ----------------------- | -------------- | ----------------------- |
| 5        | 1 | Patrick (Parte 1-3)              | Patrick (Część 1-3)              | Lucía Alemany           | Carlos Montero | 15 grudnia 2021         |
| 6        | 2 | Samuel Omar (Parte 1-3)          | Samuel Omar (Część 1-3)          | Lucía Alemany           | Carlos Montero | 20 grudnia 2021         |
| 7        | 3 | Phillipe Caye Felipe (Parte 1-3) | Phillipe Caye Felipe (Część 1-3) | Eduardo Chapero-Jackson | Carlos Montero | 23 grudnia 2021         |

### Sezon 5 (2022)
| Nr | # | Tytuł                      | Polski tytuł            | Reżyseria               | Scenariusz                                | Data premiery (Netflix) |
| -- | - | -------------------------- | ----------------------- | ----------------------- | ----------------------------------------- | ----------------------- |
| 33 | 1 | Yo lo maté                 | Zabiłem go              | Dani de la Orden        | Jaime Vaca                                | 8 kwietnia 2022         |
| 34 | 2 | Todo vale                  | Wszystko nam wolno      | Dani de la Orden        | David Lorenzo, Jaime Vaca                 | 8 kwietnia 2022         |
| 35 | 3 | Átame                      | Zwiąż mnie              | Lino Escalera           | Jessica Pires, Lluís Mosquera             | 8 kwietnia 2022         |
| 36 | 4 | El cuerpo                  | Zwłoki                  | Lino Escalera           | Jaime Vaca                                | 8 kwietnia 2022         |
| 37 | 5 | Por favor, di la verdad    | Powiedz prawdę          | Ginesta Guindal         | Almudena Ocaña, Jaime Vaca                | 8 kwietnia 2022         |
| 38 | 6 | No puedes comprar mi amor  | Miłości nie można kupić | Ginesta Guindal         | David Lorenzo, Jaime Vaca                 | 8 kwietnia 2022         |
| 39 | 7 | Tóxicos                    | Toksyczne związki       | Eduardo Chapero-Jackson | Jessica Pires, Lluís Mosquera, Jaime Vaca | 8 kwietnia 2022         |
| 40 | 8 | Tu lado del mundo y el mío | Różne światy            | Eduardo Chapero-Jackson | Jessica Pires, Jaime Vaca                 | 8 kwietnia 2022         |

### Sezon 6 (2022)
| Nr | # | Tytuł      | Polski tytuł | Reżyseria     | Scenariusz                                 | Data premiery (Netflix) |
| -- | - | ---------- | ------------ | ------------- | ------------------------------------------ | ----------------------- |
| 41 | 1 | Ansiedad   | Lęk          | Lino Escalera | Jaime Vaca                                 | 18 listopada 2022       |
| 42 | 2 | Selfis     | Selfie       | Lino Escalera | Jaime Vaca                                 | 18 listopada 2022       |
| 43 | 3 | Desnudos   | Nago         | Kike Maíllo   | Lluís Mosquera, Carlos Montero, Jaime Vaca | 18 listopada 2022       |
| 44 | 4 | Guerra     | Wojna        | Kike Maíllo   | Jessica Pires                              | 18 listopada 2022       |
| 45 | 5 | Duelo      | Żałoba       | Elena Trapé   | Jessica Pires                              | 18 listopada 2022       |
| 46 | 6 | Tina       | Wanna        | Elena Trapé   | Alberto Manzano, Jaime Vaca                | 18 listopada 2022       |
| 47 | 7 | Máscaras   | Maski        | Lino Escalera | Lluís Mosquera, Jaime Vaca                 | 18 listopada 2022       |
| 48 | 8 | Separación | Rozłąka      | Lino Escalera | Jaime Vaca                                 | 18 listopada 2022       |

### Sezon 7 (2023)
| Nr | # | Tytuł                              | Polski tytuł           | Reżyseria     | Scenariusz                                | Data premiery (Netflix) |
| -- | - | ---------------------------------- | ---------------------- | ------------- | ----------------------------------------- | ----------------------- |
| 49 | 1 | Las Encinas                        | Las Encinas            | Lino Escalera | Jaime Vaca                                | 20 października 2023    |
| 50 | 2 | Protocolo                          | Protokół               | Lino Escalera | Alberto Manzano Ruiz                      | 20 października 2023    |
| 51 | 3 | Bling-Bling                        | Świecidełka            | Menna Fité    | Jessica Pires                             | 20 października 2023    |
| 52 | 4 | Punto y coma                       | Średnik                | Menna Fité    | Guillermo J. Escribano                    | 20 października 2023    |
| 53 | 5 | La familia                         | Rodzina                | Roger Gual    | Lluís Mosquera, Jaime Vaca                | 20 października 2023    |
| 54 | 6 | Tocar fondo                        | Na dnie                | Roger Gual    | Jaime Vaca, Alberto Manzano Ruiz          | 20 października 2023    |
| 55 | 7 | Solo abrázame                      | Po prostu mnie przytul | Ana Vázquez   | Lluís Mosquera, Carlos Montero Jaime Vaca | 20 października 2023    |
| 56 | 8 | Voy a acabar con esto para siempre | Zakończę to na zawsze  | Ana Vázquez   | Jaime Vaca, Guillermo J. Escribano        | 20 października 2023    |

### Sezon 8 (2024)
| Nr | # | Tytuł           | Polski tytuł         | Reżyseria       | Scenariusz                       | Data premiery (Netflix) |
| -- | - | --------------- | -------------------- | --------------- | -------------------------------- | ----------------------- |
| 57 | 1 | Alumni          | Alumni               | Daniel Barone   | Jaime Vaca                       | 26 lipca 2024           |
| 58 | 2 | Al extremo      | Ekstremalnie         | Daniel Barone   | Alberto Manzano Ruiz, Jaime Vaca | 26 lipca 2024           |
| 59 | 3 | Combustión      | Spalanie             | Jota Linares    | Iker Azkoitia, Jaime Vaca        | 26 lipca 2024           |
| 60 | 4 | No soy de nadie | Nie należę do nikogo | Jota Linares    | Flora G. Villanueva              | 26 lipca 2024           |
| 61 | 5 | La última noche | Wczoraj              | Ginesta Guindal | Flora G. Villanueva              | 26 lipca 2024           |
| 62 | 6 | Culpable        | Winny                | Ginesta Guindal | Alberto Manzano Ruiz, Jaime Vaca | 26 lipca 2024           |
| 63 | 7 | Como hermanos   | Jak rodzeństwo       | Elena Trapé     | Iker Azkoitia, Jaime Vaca        | 26 lipca 2024           |
| 64 | 8 | Fin de curso    | Koniec szkoły        | Elena Trapé     | Carlos Montero                   | 26 lipca 2024           |

## Nagrody i nominacje

### 2018
- Festival CiBRA - nagroda order Toledo (wygrana)

### 2019
- GLAAD Media – najlepszy scenariusz hiszpańskiego serialu telewizyjnego (wygrana)[19]
- Nagrody Feroz – najlepszy serial dramatyczny (nominacja)[20]
- Fotogramas de Plata – najlepszy hiszpański serial (nominacja)

### 2020
- Fotogramas de Plata – najlepszy hiszpański serial (nominacja)
- GLAAD Media – najlepszy scenariusz hiszpańskiego serialu telewizyjnego (nominacja)